# Никитин, Сергей Яковлевич
Серге́й Я́ковлевич Ники́тин (род. 8 марта 1944, Москва) — советский и российский композитор, автор-исполнитель. Заслуженный деятель искусств РФ (1995), физик, кандидат физико-математических наук.

## Биография
Родился 8 марта 1944 года в Москве в семье заместителя начальника 3 отделения 4 отдела УГБ УНКВД по Московской области, майора государственной безопасности Никитина Якова Григорьевича (1908—1956) и Никитиной Веры Сергеевны (1913—2005).
В 1962 году окончил среднюю школу № 587 ФОНО г. Москвы по адресу Хилков пер., д. 3. Окончил физический факультет Московского государственного университета имени М. В. Ломоносова (1968). Физик, кандидат физико-математических наук. Работал научным сотрудником в Институте органической химии АН СССР и в Институте биологической физики АН СССР.
С 1962 года пишет песни на стихи российских и зарубежных поэтов, таких как Д. Сухарев, Э. Багрицкий, Б. Пастернак, Ю. Мориц, Ю. Левитанский, Г. Шпаликов, Д. Самойлов, А. Кушнер, А. Вознесенский, Е. Евтушенко, Р. Муха, Б. Рыжий, У. Шекспир и другие.
Сергей Никитин активно участвовал в работе агитбригады физического факультета МГУ как музыкант, композитор, руководитель квартета Физфака МГУ. Важной частью репертуара квартета и агитбригады были песни Никитина на стихи выпускников физфака МГУ Сергея Крылова, Валерия Миляева и Геннадия Иванова. Первую песню «В дороге» («Ночь, и снег, и путь далёк…») на стихи И. Уткина Никитин сочинил в декабре 1962 года.
Сергей Никитин был организатором и руководителем квартета физиков МГУ (1963—1967), а также квинтета физиков (1968—1977), в котором пела и Татьяна Хашимовна Садыкова, в 1968 году ставшая женой композитора и его партнёром по сцене. В квинтет студентов-физиков, помимо него самого и его супруги, входили также Кармен Сантакреу (Carmen Santacreu), Владимир Улин и Николай Туркин.
В 1972 году квинтет принимал участие в 3-м Фестивале политической песни в Берлине. С самого начала концертной деятельности Никитин получил большую известность в студенческой среде, а позже и за её пределами, благодаря своему композиторскому дару, мастерской игре на гитаре и оригинальным ансамблевым аранжировкам.
В 1978 году Татьяна и Сергей Никитины познакомились с французским музыкантом и дирижёром Полем Мориа. Два месяца спустя Поль Мориа записал на фирме Phillips инструментальную версию песни Виктора Берковского и Сергея Никитина «Под музыку Вивальди». Песня была включена в диск «Dans les Yeux d’Émilie».
В 1980 году фильм режиссёра В. Меньшова «Москва слезам не верит» с музыкой Сергея Никитина получил премию «Оскар» в номинации «Лучший иностранный фильм года».
Музыка Сергея Никитина используется в театре, кинематографе, на телевидении и радио. Несколько лет, с 1987 по 1995 год, Сергей Никитин работал заведующим музыкальной частью московского театра «Табакерка» под руководством Олега Табакова. В настоящее время Никитин — заслуженный деятель искусств РФ, лауреат Царскосельской художественной премии (1997), свободный художник.
В январе 2013 года Сергей Никитин категорически отказался выступить на юбилее Юрия Башмета «в силу серьёзных разногласий с юбиляром по поводу принятого „закона Димы Яковлева“ и его отношения к президенту В. В. Путину».
Член Правления Центрального дома работников искусств.
В 2022 году, после начала войны России с Украиной, Никитин вместе с женой уехали в США к сыну, записывали ролики для организации «Настоящая Россия» и обвинялись российскими пропагандистами в перечислении гонораров украинцам. Поэтесса Юнна Мориц, выступающая в поддержку российского вторжения, заявила, что собирается запретить Татьяне и Сергею Никитиным петь песни на её стихи. Исполнители ответили, что «… мы никогда не финансировали ВСУ и не собирались этого делать. То, что пишут в соцсетях, — злонамеренная ложь и клевета». Юбилейный концерт на 80-летие Сергея Никитина в Москве, планировавшийся 13 июня 2024 года, а также выступление в Санкт-Петербурге 28 июня 2024 года были отменены без объяснения причин.
Сергей Никитин играет на семиструнной гитаре с цыганским минорным строем (2-я струна — си бемоль, 5-я струна — до).

## Семья
Отец — Яков Григорьевич Никитин (1908—1956), деятель органов госбезопасности, полковник. Мать — Вера Сергеевна Никитина (1913—2005), домохозяйка. Старшие сёстры — Людмила (1939—2024), Клара (род. 1933).
Жена — Татьяна Никитина (урождённая Садыкова) (род. 1945). Сын Александр (род. 1971).
Внуки — Наталья (род. 2003), Данила (род. 2007).

## Награды и премии
- Лауреат премии Московского Комсомола
- Лауреат международного фестиваля молодёжи и студентов в Гаване (1978)
- Заслуженный деятель искусств Российской Федерации (1995)
- Лауреат Царскосельской художественной премии (1997, совместно с Т. Х. Никитиной)
- Лауреат Пушкинской премии за 2018 год в номинации «Просветители» — «За преданное служение поэзии и создание произведений песенного искусства»[16].

## Фильмография и театральные работы
| Год  | Название                                                    | Жанр                                                            | Роль                                                                    | Примечание |
| ---- | ----------------------------------------------------------- | --------------------------------------------------------------- | ----------------------------------------------------------------------- | --- |
| 1968 | Вечер Михаила Светлова, или Человек, похожий на самого себя | спектакль, Театр МГУ. Режиссёр П. Фоменко                       | композитор, актёр                                                       | |
| 1969 | Татьянин день, или Руси есть веселие питие                  | спектакль, Театр МГУ. Режиссёр П. Фоменко                       | композитор                                                              | второй композитор спектакля Ю. Ким |
| 1970 | Кошкин дом                                                  | спектакль                                                       | композитор                                                              | Театр МГУ |
| 1974 | Морские ворота                                              | фильм                                                           | композитор, совместно с В. Берковским                                   | стихи Ю. Визбора, реж. С. Тарасов |
| 1975 | Ирония судьбы, или С лёгким паром!                          | фильм                                                           | исполнитель                                                             | композитор М. Таривердиев; не упомянут в титрах |
| 1975 | Пропавшая экспедиция                                        | фильм                                                           | исполнитель                                                             | реж. В. Дорман, композитор М. Таривердиев |
| 1976 | Золотая речка                                               | фильм                                                           | исполнитель (совместно с Т. Никитиной)                                  | реж. В. Дорман, композитор М. Таривердиев |
| 1976 | Мэри Поппинс                                                | спектакль, Московский драматический театр имени М. Н. Ермоловой | композитор, совместно с В. Берковским                                   | |
| 1977 | Почти смешная история                                       | фильм                                                           | композитор, исполнитель (совместно с Т. Никитиной)                      | реж. П. Фоменко |
| 1978 | Пять вечеров                                                | фильм                                                           | исполнитель песни Ю. Кима «Губы окаянные»                               | реж. Н. Михалков, по пьесе А. Володина |
| 1978 | Большая докторская сказка                                   | радиоспектакль                                                  | исполнитель песни Сидней Холла и финальной песни                        | |
| 1978 | Сказка о потерянном времени                                 | мультфильм                                                      | композитор, аранжировщик, исполнитель (совместно с Т. Никитиной)        | стихи Ю. Мориц |
| 1979 | Коньки                                                      | спектакль по стихам С. Михалкова, Центральный детский театр     | композитор, совместно с В. Берковским                                   | |
| 1979 | Большой секрет для маленькой компании                       | мультфильм                                                      | композитор, аранжировщик, исполнитель (совместно с Т. Никитиной)        | стихи, сценарий Ю. Мориц |
| 1979 | Сэр Вальтер Скотт, страницы жизни и творчества              | телефильм                                                       | композитор, исполнитель (совместно с Т. Никитиной), актёр               | стихи В. Левина, сценарий Ф. Ветрова |
| 1979 | Али-Баба и сорок разбойников                                | музыкальный спектакль                                           | композитор, совместно с В. Берковским                                   | либретто В. Смехова |
| 1979 | На полюс!                                                   | документальный фильм                                            | композитор                                                              | |
| 1980 | Мурманск-198                                                | документальный фильм                                            | композитор                                                              | стихи П. Шубина |
| 1980 | Москва слезам не верит                                      | фильм                                                           | композитор, исполнитель (совместно с Т. Никитиной)                      | реж. В. Меньшов, стихи Д. Сухарева, Ю. Визбора, Ю. Левитанского. В 1980-м году фильм получил приз Оскар в категории «Лучший иностранный фильм года». |
| 1980 | Старый Новый год                                            | фильм                                                           | композитор, исполнитель (совместно с Т. Никитиной), актёр               | Т. и С. Никитины снялись в эпизоде на лестничной клетке                                                                                              |
| 1981 | Ёжик плюс черепаха                                          | мультфильм                                                      | исполнитель (совместно с Т. Никитиной)                                  | стихи Редьярда Киплинга в переводе С. Маршака, музыка В. Берковского и М. Синельникова                                                               |
| 1981 | Мальчик шёл, сова летела                                    | мультфильм                                                      | композитор, аранжировщик, исполнитель (совместно с Т. Никитиной)        | стихи Ю. Мориц |
| 1982 | Волчья Шкура                                                | мультфильм                                                      | композитор, аранжировщик, исполнитель (совместно с Т. Никитиной)        | стихи Ю. Мориц |
| 1983 | Али-Баба и сорок разбойников                                | ТВ мюзикл                                                       | композитор, аранжировщик, совместно с В. Берковским                     | либретто В. Смехова |
| 1985 | Полоумный Журден                                            | спектакль Центрального театра кукол имени Образцова             | композитор, аранжировщик                                                | |
| 1985 | Встречи на Сретенке                                         | спектакль, Театр Ленинского Комсомола                           | композитор, аранжировщик                                                | реж. Г. Черняховский |
| 1985 | Пять романсов в старом доме                                 | теле-спектакль                                                  | композитор, аранжировщик                                                | реж. В. Арро, стихи Г. Букаловой |
| 1985 | Поездки на старом автомобиле                                | фильм                                                           | композитор, аранжировщик, исполнитель (совместно с Т. Никитиной), актёр | В фильм вошли фрагменты оперы по водевилю А. Чехова «Предложение», которая позже стала спектаклем «А чой-то вы во фраке»                             |
| 1987 | Забытая мелодия для флейты                                  | фильм                                                           | исполнитель (совместно с Т. Никитиной)                                  | реж. Э. Рязанов, композитор А. Петров |
| 1988 | Двенадцатая ночь                                            | спектакль, Театр-студия под руководством О. Табакова            | композитор, аранжировщик                                                | У. Шекспир |
| 1988 | Кастручча                                                   | спектакль, Театр-студия под руководством О. Табакова            | композитор                                                              | пьеса А. Володина |
| 1989 | Река на асфальте                                            | спектакль, Театр-студия под руководством О. Табакова            | композитор                                                              | |
| 1990 | Я хочу сниматься в кино                                     | спектакль, Театр-студия под руководством О. Табакова            | композитор                                                              | пьеса Н. Саймона |
| 1990 | Норд-Ост                                                    | спектакль, Театр-студия под руководством О. Табакова            | композитор                                                              | |
| 1991 | Скрипка Ротшильда                                           | опера                                                           | композитор                                                              | стихи Д. Сухарева, неоконченная работа |
| 1991 | Тень, или Может быть, всё обойдётся                         | фильм реж. М. Козаков                                           | исполнитель                                                             | композитор В. Дашкевич |
| 1993 | Генрих IV                                                   | спектакль                                                       | композитор                                                              | У. Шекспир |
| 1993 | «А чой-то ты во фраке?»                                     | спектакль, Театр «Школа современной пьесы», реж. И. Райхельгауз | композитор                                                              | |
| 1993 | Пчёлка                                                      | фильм                                                           | композитор                                                              | реж. А. Сорокин |
| 1996 | Актёры между собой                                          | водевиль                                                        | композитор                                                              | бенефис И. Муравьёвой, реж. Л. Эйдлин, стихи Д. Сухарева                                                                                             |
| 1996 | Привет, дуралеи!                                            | фильм                                                           | исполнитель                                                             | композитор А. Петров, реж. Э. Рязанов |
| 1998 | По поводу обещанного масла                                  | спектакль                                                       | композитор                                                              | Режиссёры: Иосиф Райхельгауз, Геннадий Тулес |
| 2000 | Тихие омуты                                                 | фильм                                                           | композитор, исполнитель (вместе с Т. Никитиной)                         | реж. Э. Рязанов |
| 2004 | Двенадцатая ночь, или Называйте как угодно                  | фильм                                                           | композитор                                                              | Режиссёры: Евгений Каменькович, Александр Смирнов |
| 2005 | Али-Баба и сорок разбойников                                | фильм-спектакль                                                 | композитор                                                              | Режиссёр: Виктор Придувалов |
| 2009 | Музыка жизни                                                | документальный фильм                                            | композитор, исполнитель (вместе с Т. Никитиной)                         | Режиссёр: Эльдар Рязанов |
| 2010 | Рыжий                                                       | спектакль, Московский театр «Мастерская Петра Фоменко»          | композитор (совместно с В. Берковским)                                  | реж. Е. Каменкович и Ю. Буторин |
| 2010 | Русское горе                                                | спектакль, Театр «Школа современной пьесы», реж. И. Райхельгауз | композитор                                                              | по «Горе от Ума» А. Грибоедова |
| 2012 | Ёжик                                                        | фильм-короткометражка                                           | композитор                                                              | Режиссёр: Константин Фам |
| 2018 | Хор                                                         | телесериал                                                      | композитор                                                              | реж. Алёна Райнер |
| 2019 | ВГИК100. Признание в любви                                  | документальный фильм                                            | композитор, исполнитель (вместе с Т. Никитиной)                         | стихи Г. Шпаликова; режиссёр: Владимир Меньшов |
| 2020 | Всего одна жизнь                                            | фильм                                                           | композитор, аранжировщик                                                | Режиссёр: Александр Эжбер |